# Poplašné zařízení
Poplašné zařízení neboli alarm je zařízení které vizuálně nebo/a akusticky vyhlašuje poplach, dává na vědomí, že nastaly nějaké potíže nebo došlo ke splnění sledované podmínky.
Může se jednat o
- zabezpečovací systémy
- sledovací systémy, které monitorují určitý technologický proces
- budík, který zvoní v předem určený čas
- požární hlásiče
- autoalarmy
- protiletecké sirény